# 魏咎
魏咎（？—前208年），原魏国公族，秦末民變時的六國群雄之一。

## 生平
战国时代魏国公子，被封为宁陵君，魏豹之兄，魏王假之弟。秦灭魏，黜魏咎为庶人。
秦二世元年（前209年）陈涉、吳廣發動大澤之變，魏咎跟隨起事。前209年九月，陈涉派魏人周巿率兵攻下魏地，部众都想立周巿为魏王。齐、赵各派五十乘戰車，立周巿为魏王。但周巿認為不符合道義，拒絕稱王，一定要擁立魏國宗室，於是到陳縣迎來了魏咎。十二月，陈涉立魏咎为魏王，魏咎拜周巿為魏國國相。
秦国少府章邯破楚王陈涉，进兵临济，攻击魏咎。魏咎派周巿求救于齐、楚。齐派田巴、楚遣项它率兵跟随周巿救魏。章邯击破周巿等军，围困临济。前208年六月，魏咎为民约降，约定自害以避免秦兵屠城，壯烈自焚而死。